# Epanthidium confusum
Epanthidium confusum är en biart som först beskrevs av Smith 1879.  Epanthidium confusum ingår i släktet Epanthidium och familjen buksamlarbin. Inga underarter finns listade i Catalogue of Life.